# Allgäuer Brauhaus

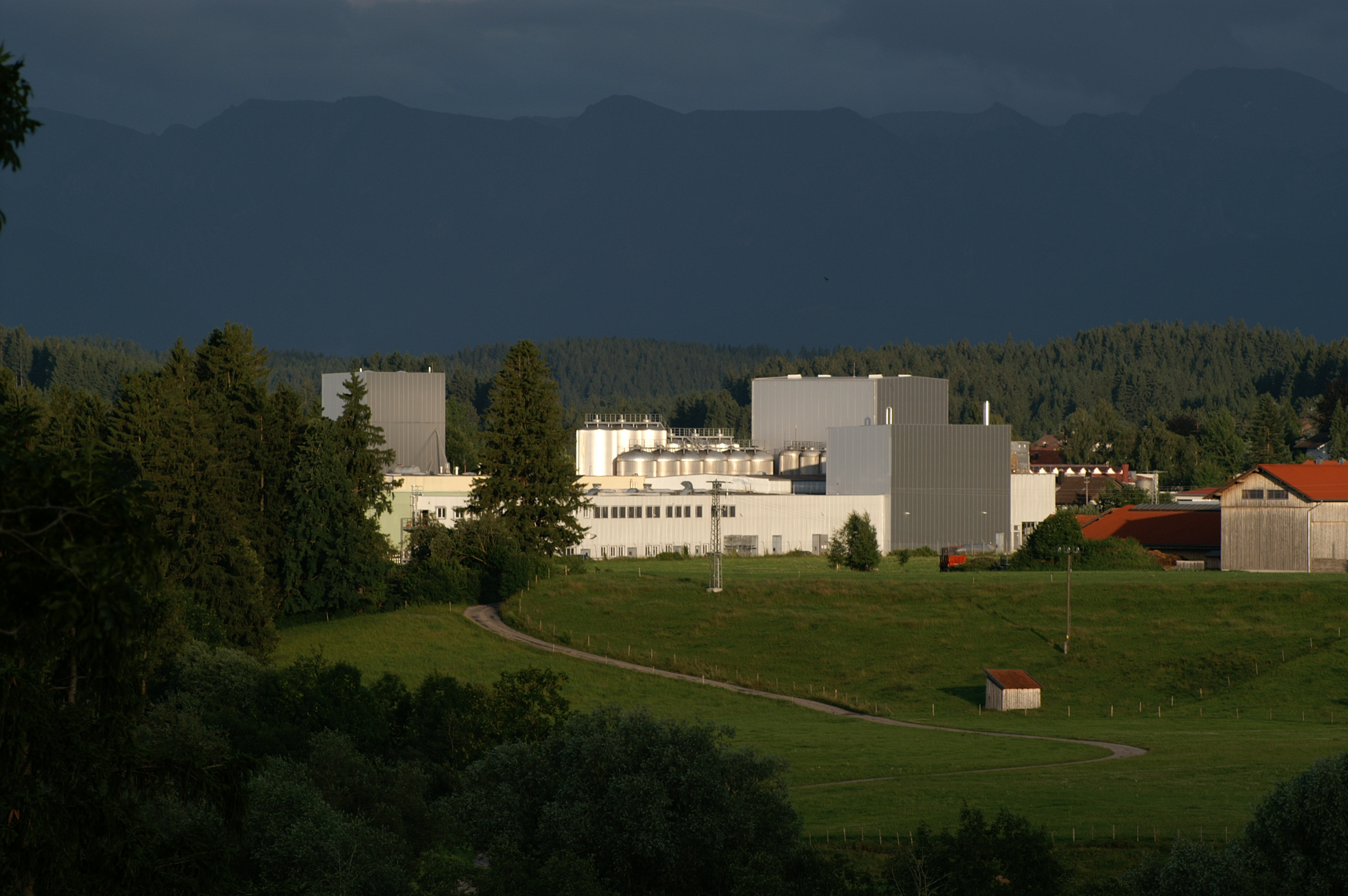
Allgäuer Brauhaus in Leuterschach

Die Allgäuer Brauhaus AG ist eine der Radeberger Gruppe angehörende Bierbrauerei mit Unternehmenssitz und Herkunft in Kempten (Allgäu). Das Unternehmen braut ein breites Sortiment an etwa 20 unterschiedlichen Bieren. Die Braustätte liegt in Leuterschach, einem Ortsteil von Marktoberdorf. Das Brauhaus beliefert die Allgäuer Festwoche.

## Geschichte
Das Allgäuer Brauhaus ist das Ergebnis des ab 1888 in Kempten einsetzenden Konzentrierungsprozesses auf eine größere Brauerei. Bestimmt wurde dieser Prozess durch die Aktienbrauerei Kempten, das Bürgerliche Brauhaus (Gründung 1899 durch August und Robert Weixler) und durch die Grünbaumbrauerei (August Schnitzer). Davor war das Stadtbild durch zahlreiche kleinere Brauereien geprägt. Das Allgäuer Brauhaus wurde am 28. Januar 1911 von der Familie Weixler gegründet, Ende des Jahres kam der Grüne Baum (Familie Schnitzer) hinzu. Neben Brauereien aus der Altstadt wurde 1921 auch die Stiftsbrauerei Kempten, die Ursprünge in das Jahr 1394 hat und auf deren Tradition sich das Allgäuer Brauhaus beruft, übernommen. „Die Gründer wollten ihr Unternehmen als Sammelbecken Allgäuer und schwäbischer Bierinteressen verstanden wissen und haben sie mit der Firma deutlich zum Ausdruck gebracht.“
Nach dem Ableben von August Weixler jun. im Jahr 1920, dem Rückzug aus dem Geschäft von Robert Weixler und dem Tod August Schnitzers sen. im Jahr 1925, übernahm Kommerzienrat Hans Schnitzer (1878–1964) das Ruder der Brauerei. In seiner Zeit wurden 1937 das Brauhaus Aulendorf sowie weitere Kleinbrauereien übernommen. Heinrich Härle vom Brauhaus Aulendorf hatte 1901 das Teutsch Pils eingeführt, ein Pils. Sein Bier wurde mit Dampfschiffen in andere Kontinente verschickt sowie auf Überseeschiffen und in Zeppelinen gezapft. Die Produktion in Aulendorf wurde bis 1965 weitergeführt und dann nach Kempten verlagert.

Das Sudhaus (Bildmitte) und die Fasshalle rechts daneben auf einer Ansicht um 1930

Nach dem Ende des Zweiten Weltkriegs gliederte das Allgäuer Brauhaus die übrig gebliebenen vier Brauereien in Kempten ein. Am 1. Oktober 1967 erwarb die Mainzer Aktien-Bierbrauerei von den Gründerfamilien Weixler und Schnitzer eine Mehrheitsbeteiligung (55 %) an der Allgäuer Brauhaus AG.
Der Konzentrationsprozess setzte sich fort: 1971 Übernahme Brauerei Bayrischer Hof Kempten, 1970 Fusion Jedelhauser Kleinkötz und Sonnenbräu Schongau, 1972 Fusion Schlossbrauerei Ichenhausen mit Kleinkötz, 1973 Übernahme Waldburg-Bräu Waldsee, 1981 Übernahme der Brauerei zur Stadt Hamburg Kempten, 1989 Übernahme Kaiserbräu Immenstadt, 1994 Übernahme Hirschbrauerei Ottobeuren.
1994 betreute das Allgäuer Brauhaus etwa 800 gastronomische Betriebe, davon 120 in Kempten darunter auch die Brauereigaststätte Zum Stift. 1995 beteiligte sich die Brauerei an der werbewirksamen Aktion „Dosenfreies Allgäu“, konnte aber nicht verhindern, dass der Dosenbieranteil im Allgäu fast 10 % erreichte. Im Jahr 2003 übernahm die Kemptener Brauerei die Sailerbräu Franz Sailer KG aus Marktoberdorf. Seit dem gleichen Jahr gehört das Allgäuer Brauhaus über die RB Brauholding zu 90,3 Prozent zur Radeberger Gruppe und damit zur Dr. August Oetker KG.
2004 wurde das Bierbrauen in Kempten aufgegeben, die Produktion wurde nach Leuterschach verlegt. Hierfür wurden 8 Millionen Euro in die neue Braustätte in Leuterschach investiert. Harald Platz wechselte am 1. Oktober 2005 in den Aufsichtsrat, Heinz Christ wurde neuer Vorstand. 2008 betreute das Unternehmen 2.800 Gastronomie- und Handelskunden. Das Allgäuer Brauhaus engagiert sich in der Region bei Veranstaltungen, im Brauchtum und mit Verbraucheraktionen. Eines der Aushängeschilder ist der historische Sechserzug. Um die Auslastung der Abfüllkapazitäten zu erhöhen, ist das Allgäuer Brauhaus für eine Schwesterbrauerei innerhalb der Radeberger Gruppe Lohnabfüller für Bügelverschlussflaschen. Bei der DLG-Prämierung im Januar 2010 wurden vier Goldmedaillen für die Sorten Teutsch Pils, Alt Kemptener Weisse, Fürstabt Hefeweizen, Fürstabt Hefeweizen Leicht und Altenmünster Brauer Bier urig-würzig verliehen. Im Jahr 2008 erwirtschaftete die Brauerei einen Gewinn von 173.000 Euro, bei einem Umsatz von 22,1 Millionen Euro mit 137 Mitarbeitern. 2011 lagen die Umsatzerlöse bei 20,3 Millionen Euro, der Gewinn bei 3820 Euro, erwirtschaftet von 114 Mitarbeitern.

## Marken (Auswahl)

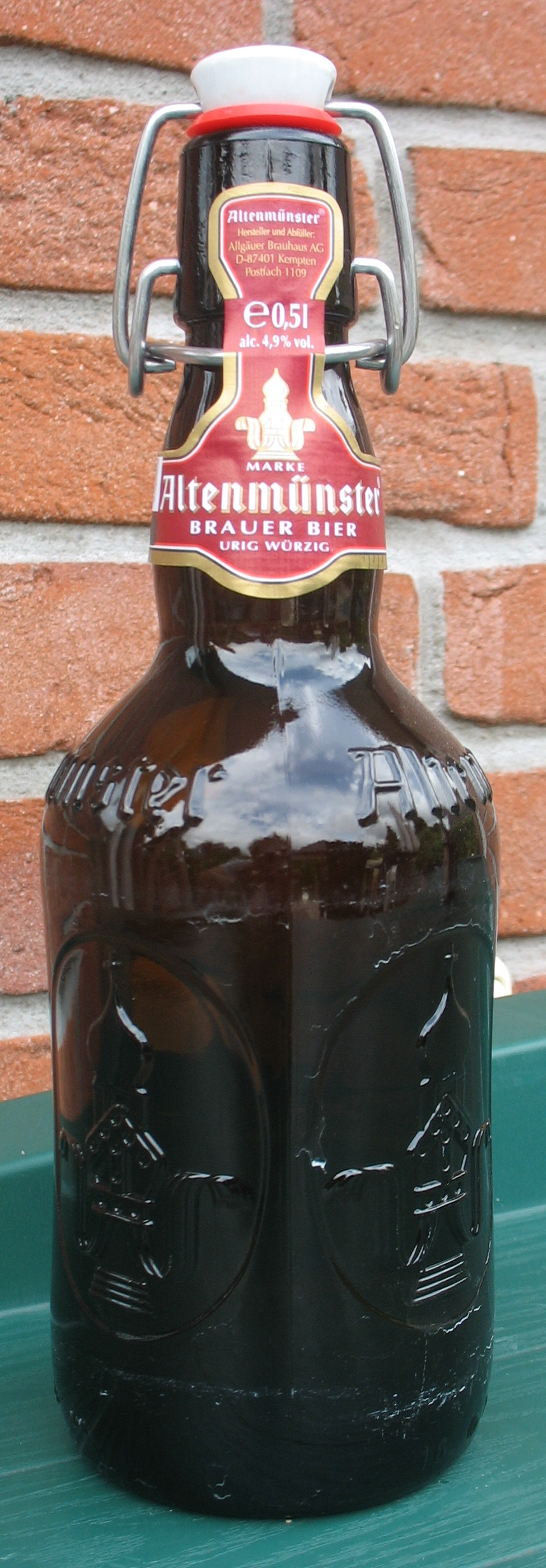
Altenmünster Brauer-Bier urig-würzig.

Allgäuer Brauhaus-Festbier, Allgäuer Brauhaus-Osterfestbier, Allgäuer Brauhaus-Winterfestbier, Altenmünster Brauer-Bier urig/würzig, Altenmünster Brauer-Bier hopfig/herb, Altenmünster Maibock, Altenmünster Winterbier, Altenmünster Hefe-Weissbier, Alt Kemptener Weisse, Büble Edelbräu, Büble Radler, Büble Urbayrisch Dunkel, Büble Bayrisch Hell, Büble Edelweissbier, Büble Festbier, Fürstabt Hefeweizen, Fürstabt Hefeweizen leicht, Teutsch Pils, Steinbock, Zwickel naturtrüb, Original, Urtyp Export.

## Historische Brauereigelände
1921 erwarb das Allgäuer Brauhaus die frühere Stiftsmälzerei, 1954 wurde das Gebäude als Mälzerei stillgelegt.
Im Jahr 1904 entstand auf dem Brauereigelände in der Kemptener Innenstadt das Sudhaus. Das nicht denkmalgeschützte Bauwerk wurde 1978 vom bekannten Hamburger Architekten Cäsar Pinnau und dem Kunstmaler Paul Mariel restauriert. Bei der Restaurierung orientierten sich die beiden Professoren an der beige-ockerfarbenen Bemalung der Residenz und des Kornhauses.
In den Jahren 1925 bis 1926 wurde an der Königstraße nach den Plänen der Gebrüder Heydecker eine Abfüllhalle für das Allgäuer Brauhaus errichtet. Die Halle steht heute unter Denkmalschutz. Sie soll renoviert und zur Gastronomie umgebaut werden.
Auf dem 2004 stillgelegten ehemaligen Brauereigelände in Kempten (16.000 m²) soll innerstädtisches Wohnen und Gewerbe entstehen. In der denkmalgeschützten Fasshalle soll Gastronomie entstehen. Das historische Sudhaus wurde im April 2013 abgerissen und soll versetzt neu erbaut werden. Der Abriss ist insbesondere bei der Kemptener Bevölkerung umstritten, weil das Sudhaus als Sinnbild für die Brautradition stand und es auch als stadtbildprägend angesehen wurde. Das Sudhaus war jahrzehntelang ein starker Werbeträger der Brauerei.